# Franz Rendtorff

Franz Rendtorff

Franz Martin Leopold Rendtorff (* 1. August 1860 in Gütergotz; † 17. März 1937 in Leipzig) war ein deutscher evangelisch-lutherischer Theologe.

## Leben

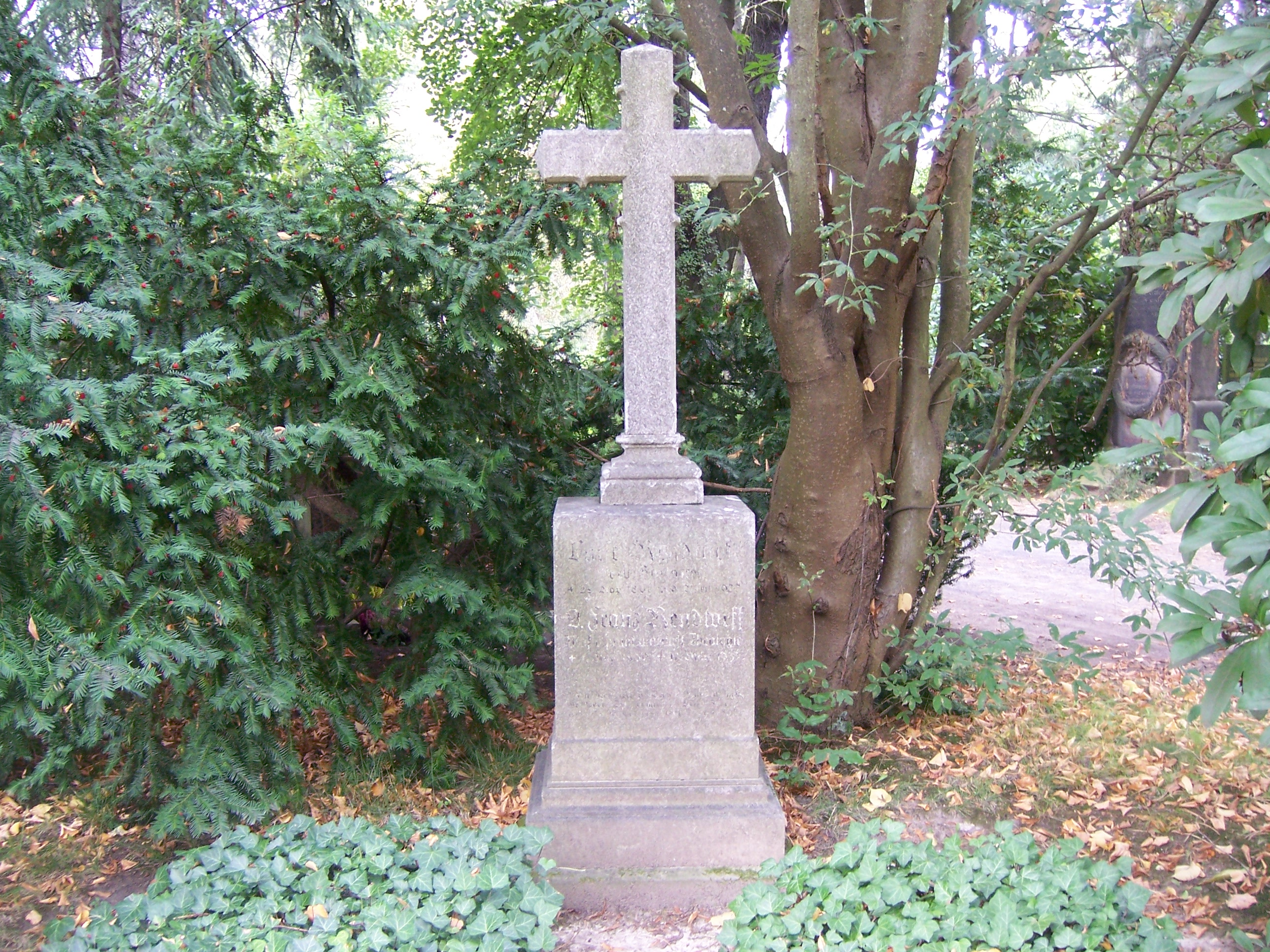
Grabstätte Franz Rendtorff auf dem Südfriedhof in Leipzig

Der Sohn des Theologen Heinrich Rendtorff (1814–1868) studierte von 1878 bis 1883 an der Universität Kiel, der Universität Erlangen und der Universität Leipzig. 1883 wurde er Kandidat am Berliner Dom und setzte seine Studien an der Humboldt-Universität zu Berlin fort. 1884 wurde er Pfarrer in Westerland – Sylt, war 1888 Stiftsprediger in Eisenach, 1891 Klosterprediger in Preetz und dort 1896 Studiendirektor des königlichen Predigerseminars. 
Als Lizentiat der Theologie habilitierte er sich 1902 an der Universität Kiel und war dort als Privatdozent für Praktische Theologie tätig. 1906 wurde er Honorarprofessor für Praktische Theologie in Kiel, promovierte zum Doktor der Theologie und übernahm 1910 die ordentliche Professur für Praktische Theologie und Neutestamentliche Wissenschaft an der theologischen Fakultät der Universität Leipzig. Hier beteiligte er sich auch an den organisatorischen Aufgaben der Hochschule. So war er in den Jahren 1913/14, 1918/19 Dekan der Theologischen Fakultät und 1924/25 Rektor der Alma Mater.

## Wirken
Rendtorff war von 1919 bis 1934 Herausgeber der Zeitschrift „Evangelische Diaspora“, baute nach 1919 ein Netzwerk unter den deutschen Minderheiten Südosteuropas auf, war 1916–1932 Vorsitzender des Auslandsverbandes des Deutschen Evangelischen Kirchenausschusses, vertrat als Mitglied der DNVP 1919–1922 die Interessen seiner Partei im Sächsischen Landtag und war von 1916 bis 1934 Präsident des Gustav-Adolf-Vereins. 1922 wurde er (nebenamtlich) Domherr des Hochstifts Meißen. Zudem wurden ihm auch Ehrungen zu teil. Er wurde zum Geheimen Kirchenrat ernannt, erhielt die philosophische, sowie juristische Ehrendoktorwürde und nach ihm wurde das von ihm gegründete Franz-Rendtorff-Haus in Leipzig benannt.

## Familie
Aus seiner Ehe mit Luise, geb. Schlatter (1861–1933), der Schwester von Adolf Schlatter, gingen vier Kinder hervor. Der Sohn Heinrich Rendtorff (* 9. April 1888 Westerland/Sylt; † 18. April 1960 in Kiel) erlangte ebenfalls als Theologe Bekanntheit. Auch die Tochter Emma Rendtorff (* 4. Juni 1894 Preetz; † 13. Juli 1979 in Eisenach) wurde als Diakonissin und Erzählerin bekannt.

## Werke
- Schleswig-Holsteinische Schulordnungen vom 16. bis zum Anfang des 18. Jahrhunderts. Kiel 1902
- Die Taufe im Urchristentum im Lichte der neueren Forschungen. Ein kritischer Bericht. Leipzig 1905
- Kirche, Landeskirche, Volkskirche. 3 Vorträge, Leipzig 1911
- Liturgisches Erbrecht. Leipzig 1913, Darmstadt 1969
- Die Geschichte des christlichen Gottesdienstes. Gießen 1914
- Polen : unpolit. Kriegsreisebilder e. evang. Deutschen. Leipzig 1916
- Aus dem dritten Kriegswinter : fünf Predigten … zu St. Pauli in Leipzig nebst e. Gedächtnisrede am Völkerschlachtdenkmal. Leipzig 1917
- Die Lage und die Aufgabe des Gustav Adolf-Vereins nach dem Weltkriege. Leipzig 1921
- Kirche und Volksleben. Bordesholm i. Holst. 1921
- Suomi-Finnland, wie ich es sah. Leipzig 1922
- Deutsche Kirchweihe in Rom : Deutsch-evangel. Reisebilder aus Italien. Leipzig 1924
- Die Botschaft der deutschen Reformation. Leipzig 1930.
- Die Salzburger. Leipzig 1931